# Tegenpaus Paschalis I
Paschalis I († 692) was een tegenpaus.
Na het korte pontificaat van paus Conon (686-687) waren er twee mogelijke opvolgers: Theodorus II en Paschalis. Theodorus had een jaar eerder al bijna de troon van Petrus beklommen, maar was toen uiteindelijk gepasseerd ten faveure van Conon. Theodorus was de kandidaat van de burgers van Rome. Na de dood van Conon maakt hij opnieuw aanspraak.
Paschalis zocht de steun van de exarch van Ravenna. Hij zou die steun gekocht hebben voor 100 pond goud. De exarch instrueerde zijn vertegenwoordigers in Rome daarop om Paschalis te steunen.
Theodorus wist echter het initiatief te krijgen door zijn intrek te nemen in het Lateraan. Paschalis kon nog wel de buitenste vertrekken innemen. Omdat geen van beiden zich wilden schikken, gingen beide fracties op zoek naar een compromis. In december 687 kozen zij Sergius I als opvolger van Conon.
Theodorus legde zich bij zijn nederlaag neer, maar Paschalis wilde van geen wijken weten. Hij deed een beroep op de exarch die ook daadwerkelijk in Rome verscheen. Volgens de overlevering betaalde de nieuwe paus hem echter de 100 pond goud terug, waarop de exarch zich achter Sergius schaarde.
Desondanks bleef Paschalis zich tegen Sergius verzetten. Uiteindelijk werd hij aangeklaagd wegens tovenarij en verbannen naar een klooster. Tot aan zijn dood in 692 bleef hij zichzelf als de legitieme paus beschouwen.
Cursief: tegenpaus